# 臺灣榿翠灰蝶
臺灣榿翠灰蝶（学名：Neozephyrus taiwanus），又名臺灣翠灰蝶、高砂綠小灰蝶、寬邊綠小灰蝶、高山綠小灰蝶、臺灣綠灰蝶等，为灰蝶科翠灰蝶屬下的一个种。

## 描述
本種為中型灰蝶，具明顯雌雄二型性。體色褐，雄蝶頭胸腹部背面深褐，腹面亮白；雌蝶外觀相似，但複眼被毛較疏，前足跗節不癒合。
雄蝶觸角深褐具白環，下唇鬚白混深褐，前伸漸細。足白色，跗節帶深褐紋，前足癒合且末端尖彎。前翅長18-21 mm，呈三角形、外緣弧形，後翅CuA2脈末端具尾突。
翅背面底色黑褐，雄蝶翅面覆金屬綠光澤黃色鱗，前翅頂及外緣、後翅邊緣具明顯黑色帶，後翅另具藍色細帶紋。雌蝶前翅具藍色金屬斑塊，有時伴橙色斑。
翅腹面褐色，中央有白線，後翅呈W形，Sc+R1或Rs室基部有白紋。中室端具暗色短條，亞外緣有白帶紋，雄蝶前翅邊緣具深色邊，後翅為雙帶構造。臀區與CuA1室各具黑點與橙斑，形成眼狀斑。緣毛前翅多為褐色，後翅內白外褐。

## 分佈
分布於本島中、高海拔山區。

## 棲地
本種蝶為台灣特有種，幼蟲的宿主植物僅有台灣赤楊（台灣榿木），一年一世代。分布於台灣本島海拔800至2500公尺處，翼展35至40公厘。